# India.Arie
India Arie (nombre real India Arie Simpson, 3 de octubre de 1975) es una cantante de neo soul nacida en Denver que surgió a finales de los años 1990. Experimentada compositora y guitarrista inspirada en el soul de Motown y el blues.

## Biografía
Hija de padres de Memphis y Detroit, nació en Denver. Desde pequeña tenía ya un gran contacto con la música. Cuando tenía trece años se trasladó hasta Atlanta, edad a la que ya su madre le había enseñado a tocar la guitarra. Empezó a curtirse en la música urbana de Atlanta, y empezó a participar en el colectivo musical Groovement, y la discográfica independiente EarthShare, donde editó algunas de sus primeras canciones. En 1998 tras un largo tour firmó con Motown. Estuvo aproximadamente dos años trabajando en lo que sería su álbum debut "Acoustic soul" (2001) convirtiéndose en una de las mejores muestras del neo soul. El primer sencillo "Video" tuvo una gran repercusión en la escena musical, al que seguirían otros hits como "Strength, courage & wisdom" y "Brown skin". Sólo un año después India Arie ya había recopilado temas para un nuevo álbum "Voyage to India", editado en septiembre de 2002. Con este álbum ganó dos Grammy, uno al mejor álbum de R&B, y otro a la mejor canción urban por el sencillo "Little things". En 2006 ha editado "Testimony: Vol.1 Life & Relationship" siendo el primer álbum con el que consigue el número uno del hot100 de Billboard. En este mismo año también ha trabajado con Sérgio Mendes en el tema "Timeless".
En 2010 colaboró con Marc Cohn en su disco "Listening Booth:1970", interpretando el tema "Make It with You" del grupo soft pop de los 70 Bread.

## Discografía
| Año  | Título                                | Discográfica                |
| ---- | ------------------------------------- | --------------------------- |
| 2001 | Acoustic soul                         | Motown                      |
| 2002 | Voyage to India                       | Universal                   |
| 2006 | Testimony: Vol. 1 Life & Relationship | Umvd Labels                 |
| 2009 | Testimony: Vol. 2 Love & Politics     | Soulbird/Universal Republic |

2013  Songsversation
Grabó junto a Carlos Santana y YoYoMa una versión de la canción de George Harrison, While My Guitar Gently Weeps.

## Premios
| Año  | Título          | Categoría                  | Género |
| ---- | --------------- | -------------------------- | ------ |
| 2002 | Little things   | Mejor interpretación urban | R&B    |
| 2002 | Voyage to India | Mejor álbum de R&B         | R&B    |